# Omniversum
Omniversum és una sala de cine de pantalla gran situada a l'oest del districte de Zorgvliet en La Haia, i que forma part del conjunt One Planet. La pantalla és com una mitja esfera per al públic i proporciona una millor experiència que una pantalla plana. Un sistema de so avançat produeix senyals audibles però també sons extra baixos que són especialment palpables. Consta d'un total de 300 seients.
El nom Omniversum està compost per 'Omnimax' i 'Universum'. Omnimax és el nom original del sistema de projecció de pel·lícula utilitzat, que més tard es va anomenar Cúpula IMAX. 'Universum' recorda a la característica astronòmica dels programes anteriors. La missió d'Omniverse es tradueix en pel·lícules amb temes de cultura, naturalesa i ciència, i també es projecten música, historia i entreteniment. El contingut de les pel·lícules es pot comparar perfectament amb programes de televisió com Discovery Channel i National Geographic Channel. Cada una de les pel·lícules tenen una durada d'una hora.

## Técnica
La projecció de les pel·lícules de tipus IMAX es produeix degut a la mida de la pantalla i a l'ús d'una làmpada de xenó de 15.000 watts que està refrigerada per aigua. Una pel·lícula de tres quarts d'hora (45 minuts) té una longitud de 4,5 km i un pes de 100 kg. Per a realitzar una pel·lícula d'Omniversum, s'ha d'utilitzar càmeres especials IMAX. De mitjana, es tarda dos anys en realitzar una pel·lícula IMAX i costen fins a 12 milions d'euros.

## Història
L'any 1976, el llavors conegut com a planetari Sijthoff, construit en 1934, va ser destruït a causa d'un incendi. Immediatament després d'aquest incendi, es va començar a configurar un nou planetari. En aquest nou teatre, es mostrarien tant les representacions tradicionals dels planetaris com les pel·lícules de tipus IMAX. Omniversum s'inaugurà en 1984 i va ser el primer teatre IMAX en Europa.

### DolphinsiWild Safari
En 2005, el documental Dolphins va atraure un total de 300.000 visitants. En febrer de 2007, la pel·lícula Wild Safari va ser substituïda immediatament per l'anomenada Africa: The Serengeti perquè era "desagradable", segons els espectadors per la combinació de la pantalla gran i els viatges en jeep, que la convertien en una experiència molt desagradable per a les persones. En 2007, el documental Dolphins va arribar a la xifra de 407.281 espectadorsconvertint-se en el documental no només és el més vist en els Països Baixos. En 2012, Omniversum va donar la benvinguda al visitant número 600.000.
El gener de 2022, Omiversum es va fusionar el museu de divulgació científica Museon, donant-se el nou nom de One Planet.